# Aleea Carpați
Aleea Carpați (fosta Hungária, în maghiară Kárpátok sétánya) este un cartier din Târgu Mureș.

## Istoric
Consiliul orașului liber regesc a votat în 1910 ca principala stradă a cartierului să primească denumirea de Hungária utca. Din 1920 a fost numit ca strada Lungă, din 1940 calea Hungária, iar în 1946 denumiseră după filozoful german, Karl Marx. Denumirea actuală o poartă din 1964.

## Instituții
- Colegiul Agricol
- Școala Gimnazială Friedrich Schiller
- Biblioteca Județeană Mureș (Filiala nr. 1)
- Bazinul de înot olimpic și pista de role (fostul Ștrand 1 Mai)

## Obiective
În cartierul Aleea Carpați au fost amplasate următoare statui nonfigurative: 
- Primăvara (1967, furată), opera lui Sándor Kolozsvári Puskás
- Îndrăgostiții, Tinerimea, operele lui Sándor Benczédi